# Remigia remanens
Remigia remanens là một loài bướm đêm trong họ Erebidae.